# Балкалар
Балкалар (на гръцки: Ψηλόκαστρο, Псилокастро или Υψηλόκαστρο, Ипсилокастро, на катаревуса: Ψηλόκαστρον или Υψηλόκαστρον, Псилокастрон или Ипсилокастрон, до 1927 година Μπαλκαλάρ, Балкалар) е село в Република Гърция, разположено на територията на дем Бук (Паранести), област Източна Македония и Тракия.

## География
Селото е разположено на 360 m надморска височина, източно от Драма, на 3 km северно от Нусретли (Никифорос).

## История
В края на XIX век Балкалар е мюсюлманско село в Драмска кааза на Османската империя.
През 20-те години населението на Балкалар е изселено в Турция по силата на Лозанския договор, а в селото са настанени 50-ина семейства гърци бежанци. През 1927 година името на селото е сменено на Псилокастрон. Към 1928 година селото е изцяло бежанско с 40 семейства и общо 152 души.
Населението е сравнително бедно, произвежда жито, тютюн и други земеделски култури.
| Година    | 1913 | 1920 | 1928 | 1940 | 1951 | 1961 | 1971 | 1981 | 1991 | 2001 | 2011 | 2021 |
| --------- | ---- | ---- | ---- | ---- | ---- | ---- | ---- | ---- | ---- | ---- | ---- | ---- |
| Население | 50   | 85   | 205  | 308  | 197  | 150  | 34   | 21   | 43   | 68   | 38   | 16   |

## Личности
Родени в Балаклар
- Леонидас Запунидис (1930 - 2012), участник в Гражданската война, театрален деец в Сърбия